# Fausto
Fausto  è un nome proprio di persona italiano maschile.

## Varianti
- Alterati maschili: Faustino[2]
- Femminili: Fausta[1][2][4]
  - Alterati femminili: Faustina[2]

### Varianti in altre lingue
- Catalano: Faust[5]
- Francese: Fauste
- Latino: Faustus[1][3][6]
  - Femminili: Fausta[1][3]

- Polacco: Faust
- Portoghese: Fausto[3]
- Russo: Фавст (Favst)

- Spagnolo: Fausto[3][5]
- Tedesco: Faust[6]
- Ungherese: Fausztusz

## Origine e diffusione
Riprende il cognomen e anche praenomen romano Faustus, piuttosto comune e tipico della gens Cornelia: è basato sul termine latino faustus, che significa "favorevole", "benevolo", "fausto", "felice", "fortunato".
È diffuso ampiamente in tutta Italia, in particolare in Lombardia, più nella forma maschile che in quella femminile, e riflette il culto di vari santi tra i quali san Fausto di Milano e santa Fausta di Narni. In parte la diffusione può essere legata alla matrice storica e letteraria del nome, portato da molti personaggi dell'antica Roma e in tempi più recenti appartenuto, come cognome, a Johann Georg Faust, leggendario mago tedesco vissuto in epoca rinascimentale, alla cui figura si ispirarono letterari e musicisti per la creazione di numerose opere, fra le quali la più famosa è il Faust di Goethe. In questo caso Faust trae origine dal tedesco e significa "pugno".

## Onomastico
L'onomastico per i Fausto si può festeggiare in memoria di uno dei numerosi santi, alle date seguenti:
- 7 agosto, san Fausto, martire a Milano[9]
- 8 settembre, san Fausto, martire con i santi Divo e Ammonio ad Alessandria d'Egitto sotto Diocleziano[9]
- 28 settembre, san Fausto, vescovo di Riez[9]
- 3 ottobre, san Fausto, martire con Dionigi, Caio, Pietro, Paolo e altri compagni ad Alessandria d'Egitto sotto Diocleziano[9]
- 13 ottobre, san Fausto, martire con Gennaro e Marziale a Cordova[5][9]
- 19 novembre, san Fausto, diacono e martire ad Alessandria d'Egitto[9]

Per le donne di nome Fausta le ricorrenze possibili sono:
- 20 settembre, santa Fausta di Narni, martire a Cizico[10]
- 28 novembre, santa Fausta Romana, madre di sant'Anastasia di Sirmio[10]
- 19 dicembre, santa Fausta, martire a Roma[10]

## Persone

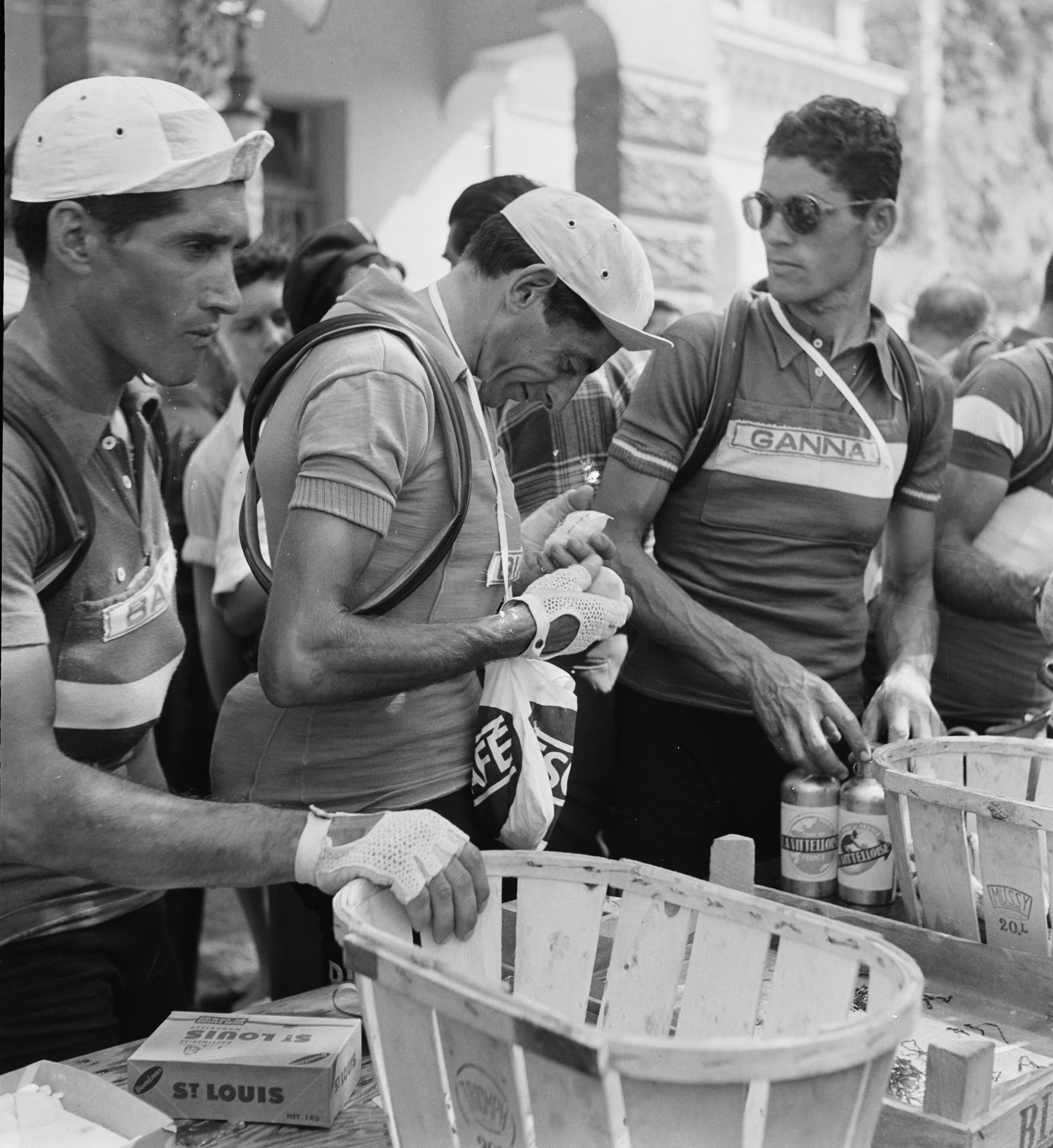
Fausto Coppi

- Fausto di Bisanzio, storiografo armeno del V secolo
- Fausto Amodei, cantautore italiano
- Fausto Bertinotti, politico italiano
- Fausto Bertoglio, ciclista su strada italiano.
- Fausto Brizzi, regista, sceneggiatore e produttore cinematografico italiano
- Fausto Cigliano, cantante e chitarrista italiano
- Fausto Coppi, ciclista su strada e pistard italiano
- Fausto Gardini, tennista italiano
- Fausto Gresini, pilota motociclistico e dirigente sportivo italiano
- Fausto Leali, cantante italiano
- Fausto Papetti, sassofonista italiano naturalizzato svizzero
- Fausto Rossi, cantautore italiano
- Fausto Sozzini, teologo italiano

### Variante femminile Fausta
- Fausta, figlia di Massimiano e moglie di Costantino I
- Fausta, imperatrice bizantina
- Fausta Cornelia Silla, figlia di Lucio Cornelio Silla
- Fausta Cialente, scrittrice, giornalista e traduttrice italiana
- Fausta Garavini, scrittrice, traduttrice e docente italiana
- Fausta Morganti, politica sammarinese
- Fausta Quintavalla, atleta e pallavolista italiana

## Il nome nelle arti
- Faust Bojan, detto semplicemente "Faust" o "Faustus", è il protagonista di un racconto popolare tedesco che è stato usato come base per numerose opere di fantasia, prima fra tutte il Faust di Goethe.
- Fausta è un'opera lirica di Gaetano Donizetti su libretto di Domenico Gilardoni.

## Curiosità

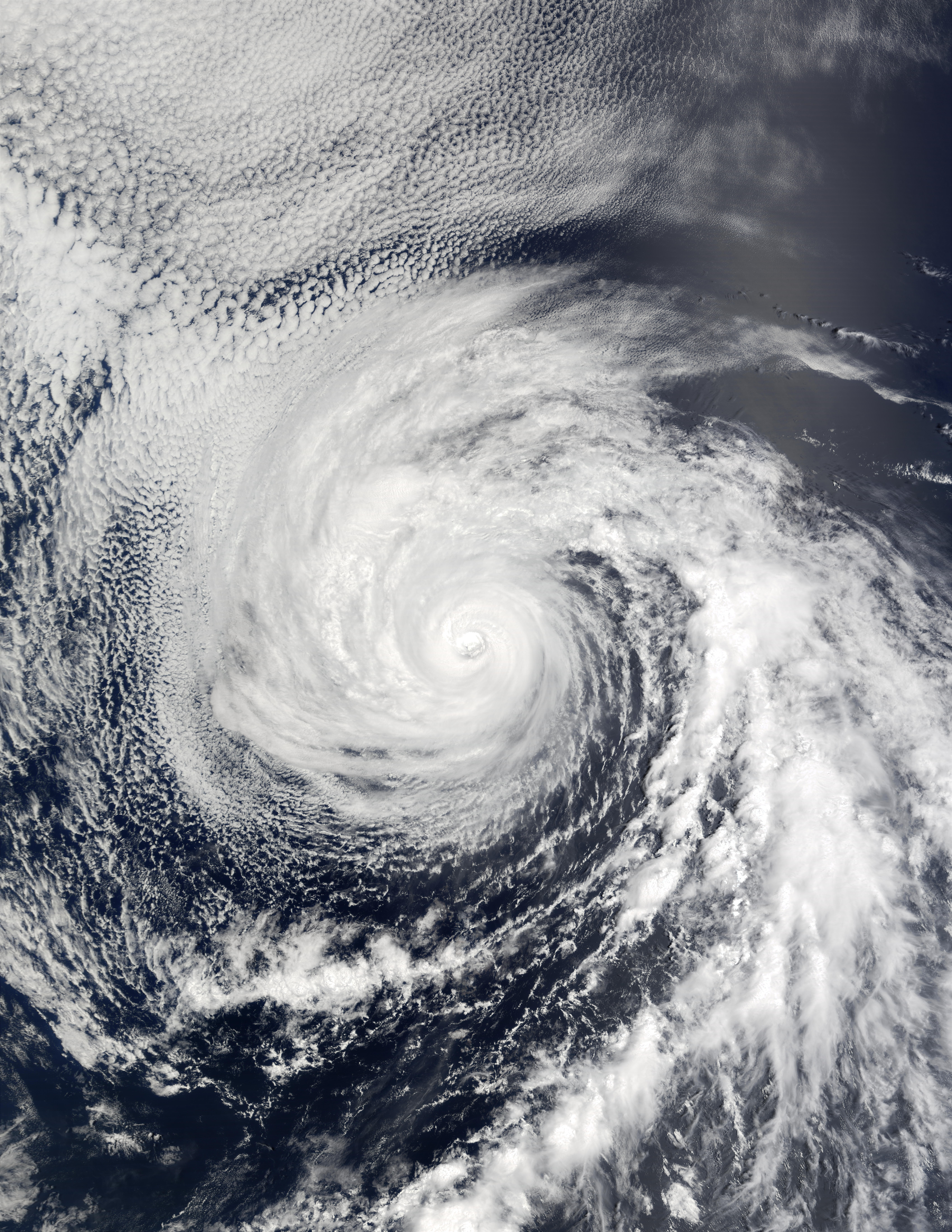
L'uragano Fausto

- All'uragano che si formò il 25 agosto 2002 nell'oceano Pacifico fu dato il nome Fausto.